# Badarganj
Badarganj är en ort i Bangladesh.   Den ligger i provinsen Rangpur, i den nordvästra delen av landet, 260 kilometer nordväst om huvudstaden Dhaka. Antalet invånare är 32 600.